# Rasmus Bengtsson (ishockeyspelare)
Karl Rasmus Bengtsson, född den 14 maj 1993 i Landskrona, är en svensk ishockeyspelare som spelar för IK Oskarshamn, på lån från HV71. Han har tidigare spelat för bland annat Rögle BK och Djurgårdens IF i SHL, samt Tingsryds AIF i Hockeyallsvenskan.